# 黒い三連星
黒い三連星（くろいさんれんせい、Black Tri-Stars）は、 アニメ『機動戦士ガンダム』に登場する架空の部隊。ガイア、マッシュおよびオルテガの3名からなるモビルスーツ (MS) 小隊である。
作中の敵側勢力であるジオン公国軍所属。ドムに搭乗し、地球連邦軍のガンダムを操る主人公アムロ・レイを「ジェット・ストリーム・アタック (JSA)」という三位一体の連携戦法で翻弄する。
劇中でも、過去のルウム戦役で連邦軍のレビル将軍を捕虜にしたことが語られるが、その後のメカニックデザイン企画『モビルスーツバリエーション (MSV)』などで過去の乗機や経歴が設定された。また、漫画・アニメ『機動戦士ガンダム THE ORIGIN』では作者の安彦良和独自の解釈も加えられながら、過去からガンダムとの対戦まで（後者は漫画版のみ）の姿が描かれた。

## 設定解説
制式名称はジオン公国軍のキシリア・ザビ率いる突撃機動軍第7師団第1MS大隊司令部付特務小隊。ガイアを中心に、教導機動大隊第2中隊D小隊に在籍していたマッシュとオルテガで構成されている。ガイアたちは、その能力の高さから軍内での立場を優遇されていたという。教導機動大隊では ザクIを乗機としており、数回に渡りメンバーチェンジがおこなわれる。宇宙世紀0079年に勃発した一年戦争開戦時の一週間戦争では、サイド5方面攻略部隊に参加し、JSAにより活躍するが、のちのメンバーは揃っていない。同部隊の作戦は失敗し、サイド3に撤退している。
続くルウム戦役の直前よりガイア、マッシュ、オルテガの3人に固定される（この当時の乗機はザクII C型）。JSAによって地球連邦軍艦隊を攻撃し、その総司令であったレビル中将（当時）の座乗する旗艦アナンケを撃沈したうえ、脱出を図ろうとする中将を捕虜にする。この功績によって名が広く知られるとともに、ザクII S型を与えられる。「黒い三連星」の異名は、ザクII S型以降の乗機が黒を基調としたパーソナル・カラーに塗装されていたことによるとも、着用していた揃いのノーマルスーツが黒であったことによるとも言われる。
3月、乗機のザクII S型のオーバーホールに伴い、1週間の後方勤務を命令されて古巣の教導機動大隊の特別演習に参加。この際には、動態保存されていたかつての愛機のザクIがパーソナル・カラーに再塗装され、教官機として用意されている。その後高機動型ザクIIを受領し、7月にサイド3宙域に侵入してきた連邦軍強行偵察艦隊のマゼラン級戦艦1隻とセイバーフィッシュの編隊を殲滅。9月下旬に月のグラナダでMSの重力下での戦闘訓練をおこなっている最中に、付近宙域で作戦行動を展開する連邦軍パトロール艦隊の迎撃に防空隊とともに参加、マゼラン級1隻撃沈、サラミス級巡洋艦2隻大破のうち2隻までの戦果を挙げている。
撃墜スコアは艦船14隻であるが、個人単位では1/3とされて4.6隻となり（個々人の戦績は無視されている）、ぎりぎり「エース・パイロット」には届かない計算となる。だが、本人たちはあくまでチームとしての戦果をすべてとしており、その点に関する不満はなかったという。また、フラナガン機関による調査では、3名ともニュータイプの素養ありとの結果が出ているとも言われる。

## 劇中での活躍
テレビ版第24話で初登場。0079年11月に地球のオデッサへ援軍として差し向けられ、ドムを与えられる。しかし、同月のオデッサ防衛戦において、後方撹乱を命じられていたホワイトベース (WB) 隊と交戦した結果、ガンダムにJSAを破られてマッシュが戦死したうえ、第25話での再戦においてガイアとオルテガもガンダムに敗れ、全滅している。なお、映画『哀・戦士編』では一度の戦闘で全滅している。

### 機動戦士ガンダム THE ORIGIN
漫画・アニメ『機動戦士ガンダム THE ORIGIN』（過去編）では、兵卒からのたたき上げ士官・准士官として登場。ドズル・ザビが指揮するMS開発計画においてランバ・ラルとともにテストパイロットとして携わり、宇宙世紀初のMS同士の戦闘「雨の海会戦」もガイアたちとシャア・アズナブルによって行われる。ラルは昇進したガイアたちに会った際に「あの兵隊やくざどもが士官？」と驚いており、過去の素行の悪さがうかがえる。ただ、士官学校を出ていないことがコンプレックスでもあるようで、一時一兵卒に降格されながらも功績により早々に再任官されたシャア（士官学校卒）に対し、（オルテガは特に）ライバル意識を抱いており、シャア専用ザクの角が気に入らないと発言している。
漫画版の「ジャブロー編」においては、中立地帯でアムロたちWBのクルーと生身で対峙する場面もある。原作と同様ににマッシュを失い、「オデッサ編」で再登場した際には8機のドムで編制された部隊となっている（MSは3機で1個小隊であり、これは定数外の変則的な編制である）。WBの艦載機（スレッガー・ロウのコア・ブースターとセイラ・マスのコア・ファイター）出現の報に勇んで出撃し、撃墜されたセイラの救援に出動したアムロのガンダムと遭遇。復仇の念に燃えて「Wジェット・ストリーム・アタック」（ガイアとオルテガを小隊長にした2方向からのJSA）を敢行するが、ニュータイプとして覚醒し始めたアムロの敵ではなく、瞬く間に全機撃破される。

### その他の作品
近藤和久の漫画『MS戦記 機動戦士ガンダム0079外伝』では主人公フレデリック・ブラウンが地球に降下する際、ザンジバルに同乗していた部隊として登場。少年兵であるブラウンにも偉ぶる事なく気さくに接し、親切な先達としての姿が描かれた。その後、同作者の『機動戦士ガンダム0079』では極めて高い戦闘能力を発揮し、マッシュ戦死後のオデッサ戦でガンタンクやガンキャノンを修理不可能なまでに破壊。ガンキャノンの片足を破壊し撃破寸前まで持ち込むものの、ギリギリのところでのアムロの反撃とGファイターの後方からの反撃を受け、一歩及ばずに撃破される。
漫画『機動戦士ガンダム MSV-R 宇宙世紀英雄伝説 虹霓のシン・マツナガ』では、レビル将軍の脱出後にその責を負ってグラナダに赴任してきたシン・マツナガ、ランバ・ラルと反目し、3対3の模擬戦を行う。しかし、月を攻撃してきた連邦軍に対しては協力して迎撃戦を行った。
ゲーム『機動戦士ガンダム 戦士達の軌跡』では、「もし三連星がWB隊に勝利していたら」というIFストーリーがあり、「レビルを叩け!!（オデッサ作戦）」「ジャブロー攻略作戦」「ルナツー掃討作戦」の3つのミッションが用意されている。ゲーム『ジオニックフロント 機動戦士ガンダム0079』の「闇夜のフェンリル隊」メンバー・ニッキ、シャルロッテ、マニング、レンチェフがゲスト出演し、三連星と共に任務を遂行していく。ジャブローでは同じく『ジオニックフロント』よりガンダム6号機搭乗のエイガーも参戦する。さらに、ルナツーではふたたびアムロが登場し、G-3ガンダムを駆って三連星らに戦いを挑む。
『機動戦士Gundam GQuuuuuuX』でも同名のエースパイロットとして登場。戦時中は同じくドム使いとして名を馳せるが、正史とは異なり一年戦争を生き延びている。戦後、マッシュは早々にパイロットを引退し市長の地位を得るまで成功しているが、美人秘書との不倫がスキャンダルされるなど世間を騒がせており、他の2人とは大きく異なる人生を歩んでいる。一方、残る二人はマ・クベに見限られ、フリーのパイロットとなり行き場を失った末、クラバの舞台へと身を投じているが、それもそろそろ限界だと感じている。マッシュ不在のまま、2人でのジェットストリームアタックをなおも継続中で、クラバでの勝利を足がかりに傭兵稼業への復帰を狙い、シュウジとニャアンに挑むが、返り討ちにあう。

## ジェット・ストリーム・アタック
黒い三連星が使用する攻撃フォーメーションの名称であり、もともとは宇宙での対艦船戦闘用に考案されたものである。三者三様に異なるメンバーのパイロット特性を、最大限に活かすかたちでフォーメーションが構成されている。
この技の攻撃手順は、まずメンバーそれぞれが搭乗したMSが縦一列に重なって並び、真正面から対峙した敵に1機のみが向かっているように見せかける。そのまま攻撃対象に向かって接近し、1機目が対象に攻撃を加えてすぐに列から離れ、直後に2機目が同様の箇所に攻撃を加える。これを3機目まで実行し、攻撃対象に深手を負わせるというものである。もっとも、これは進入角度を選んで対宙砲火による被弾率を最小限に抑えられる場合（ガンダムはこのとき、ビーム・ライフルを携行していなかった）のパターンであり、漫画『THE ORIGIN』では他に複数のフォーメーションが存在する描写がなされている。
こうした時間差攻撃は、ガイアたちの死後もMS戦における古典的な戦術手段として使用されている。また、ゲームブック『機動戦士ガンダム0080 消えたガンダムNT』では、サイクロプス隊がゲルググやザクといった混成の機体群でJSAを行っており、『機動戦士ガンダムUC』においてもトリントン基地攻撃作戦において同様の光景が見られた。

### アニメ版での攻撃
アニメ版第24話でガンダムに対してかけたJSAは2回で、その内容は以下のとおりである。
- 1回目

1. 先頭のガイア機がサーベルで斬りつける（ガンダムには届かず、ガンダムもサーベルを空振りする）→ガイア機は上へ逃げる
2. 中央のマッシュ機が空振りして隙を見せたガンダムをバズーカで砲撃（ガンダムは頭を下げて避ける）→マッシュ機は左へすれ違う
3. 最後尾のオルテガ機がさらにバズーカで砲撃（ガンダムは頭を下げて避け、バズーカを斬る）→オルテガ機は上へ逃げる
4. ふたたびマッシュ機が背後からバズーカで砲撃（ガンダムはジャンプして避ける）

- 2回目

1. ガイア機が胸部拡散ビームで目くらましをかける（ガンダムは上に逃げる）
2. マッシュ機が身をかがめたガイア機越しにバズーカでガンダムを砲撃（ガンダムはガイア機を踏み台にしてジャンプで砲撃をかわし、サーベルでマッシュ機を突き刺し、さらに縦斬り。これでマッシュ機は撃破される）
3. オルテガ機が上に跳んで斬りつけようとしたところを、上空でミデアに体当たりされる[注 4]

オルテガ機は、身を挺して自身を地面に叩きつけようとするミデアの操縦席めがけてドムの両手を組んで打ち下ろし、マチルダ・アジャンごと叩き潰して返り討ちにするが、マッシュを失ったガイアは撤退を命令している。

## 隊員

### ガイア
Gaia / Guyya
声 - 政宗一成（テレビ版） / 徳丸完（劇場版・特別版） / 辻親八（機動戦士ガンダム Version 2.0） / 一条和矢（THE ORIGIN） / 上田燿司（GQuuuuuuX）
小隊長で、髭面の男。階級は大尉。常に攻撃の先頭に立つ役目を担う。自ら先駆けて敵機の技量や能力を分析し、瞬時に有効な手段を判断する。第24話の2回目のJSAで口走った「おお？ 俺を踏み台にした!?」という台詞は有名である。第25話でのオデッサ戦の最中、オルテガとともに再度ガンダムに挑むが、オルテガも眼前で倒されてしまう。怒りに燃えてガンダムをGスカイイージーから蹴落とし、上空からヒート剣を振りかぶって襲いかかるが、交錯した際にビーム・サーベルで機体を貫かれ、2人に詫びながら戦死する。
劇場版第2作『哀・戦士編』では、テレビ版よりも早くアムロ・レイのニュータイプ描写が現れる関係で、ガイアが「ニュータイプ」の存在についてマ・クベに語るシーンや、ガンダムとの対戦ではアムロをニュータイプと認知するセリフが追加され、そこからガイアは2人にJSAを仕掛ける旨を指示する、というように若干変更されている。また、ハモンのランバ・ラル弔い合戦と順序が逆転している上にホワイトベース隊との戦闘は2回から1回に減らされ、2度目のJSAの直後にガンダムのビーム・サーベルに貫かれ戦死している。その最期の台詞も、「たった1機のモビルスーツに……」に改められている。
『MSV』では「A・ガイア」と表記されるが、漫画『THE ORIGIN』では「ミゲル・ガイア」とされている。最後はオルテガがやられたため、半ば自棄気味にガンダムに一騎討ちを仕掛けるも、ひと突きを受け絶句しているところに止めを刺されており、原作とは異なり死に際の描写もセリフもないまま戦死する。
同作アニメ版ではラルと旧知の間柄と思わせる描写があり、モビルワーカーの模擬戦の勝敗を冷静に見極めるなどリーダーとしての風格が強調されている。
漫画『MS戦記 機動戦士ガンダム0079外伝』では、主人公フレデリック・ブラウンと地球降下中のザンジバル艦内で出会う。ブラウンがルウム戦役の生き残りだと知ると好意的に扱い、「戦艦を（共同で）1隻だけ」というブラウンの戦果に対しても「上等、上等！」と褒めたたえ、ドムのコクピットに乗せてやったりと、好人物に描かれている。その後のオデッサ作戦時点では既に戦死が知られているらしく、ブラウンが「あの黒い三連星や赤い彗星も歯が立たなかった白いやつ」と言及している。

### マッシュ
Mash / Mush
声 - 永井一郎（テレビ版） / 佐藤正治（スーパーロボット大戦シリーズ） / 戸谷公次（戦士達の軌跡・ガンダムバトルタクティクス） / 水鳥鐵夫（PERFECT ONE YEAR WAR） / 土屋トシヒデ（THE ORIGIN・ガンダムバーサス）
隻眼のメンバーで、右のまぶたに縦に傷があり開かない。階級は中尉。中距離戦闘を得意とし、傾向の異なるほかの2人の技能を有機的に連帯させる、いわばコンビネーション攻撃の調整役である。第24話で、前述の通り2回目のJSAの際に戦死。第25話ではオデッサ防衛戦の最中に、ガイアはその冥福を祈りつつ、オルテガとともに弔砲としてドムのバズーカを空へ数発打ち上げる。
台詞はひと言だけ（ガイアの「思ったよりすばやいぞ! いいな!」に応える「おう!」のみ）。映像でもガイアやマ・クベの陰に隠れるかたちで明瞭に描かれず、ドム搭乗後もガイアやオルテガにはたびたび入るカットインがマッシュにはなかった。漫画『MS戦記』では一言だけだが初めて明確に「よろしくたのむぜ」とセリフを発している。
漫画『THE ORIGIN』の「ルウム編」では、シャアへのあてつけから嫌味を垂れるなど、見た目通りの粗暴な言動をとるが、「ジャブロー編」では怯えるハヤトを見てオルテガを諫めるなど、歴戦の勇士らしい器の広さを見せる。
同作アニメ版ではモビルワーカーの模擬戦でラルと渡り合い、互いに死の危険が迫った恨みで終了後にもラルと殴り合うほか、「ルウム編」では撃沈された連邦艦隊旗艦アナンケから退艦する乗員の脱出艇を狙撃するなど、粗暴な面が強調されている。

### オルテガ
Ortega / Ortiga
声 - 二又一成（テレビ版） / 仲木隆司（劇場版） / 松本大（特別版） / 松田健一郎（THE ORIGIN・ガンダムバーサス） / 浜田賢二（GQuuuuuuX）
一番の巨漢。階級は中尉。コンビネーション攻撃の「とどめ」の役を担う。第25話でガイアとともに再びガンダムに挑むが、Gスカイイージーに乗ったガンダムにビーム・サーベルで胴体を横に斬られ戦死する。
劇場版ではWB隊との戦闘は2回から1回に減らされ、オルテガはガイア機と組み合ったガンダムを狙い停止したところを、上空から初陣であるセイラのコア・ブースターの砲撃によって撃破される。
漫画『THE ORIGIN』では、エリートであるシャアに強いライバル心をいだいており、ルウム戦役後に自分達よりもシャアがマスメディアでの扱いが良いことに激高し、テレビを素手で破壊し窓から放り投げるなど若干三枚目気味なキャラとなっている。セリフによれば、ザクの「ツノ」は、元はシャアのオリジナルであったらしい。最後はアムロのガンダムに敗れ、先に倒されたマッシュに対し無念の思いを洩らしながら散る。
同作アニメ版では、モビルワーカーに搭乗しガンタンク初期型との模擬戦に臨む。各部を損傷させつつも接近戦で見事な操縦を見せ、これを撃破した。

## 搭乗機体
時期によって仕様は異なるが、いずれも当初より独自のパーソナル・カラーが施されているのが特徴である。特にザクII S型以降に採用した黒と紫を基調とするパターンは、ガイアたちの死後もその栄誉を称えてドムの制式塗装に採用されているほどである。パーソナル・マークは『MSV』などでは突撃機動軍のエンブレムを使用していたとされるが、漫画『THE ORIGIN』では文字通りの黒い三ツ星マークがあしらわれている。
- MS-05B ザクI
- MS-06C ザクII C型
- MS-06S 指揮官用ザクII
- MS-06R-1A 高機動型ザクII
- MS-09 ドム

ルウム戦役での搭乗機体
ガイアたちがルウム戦役でレビル将軍捕縛の際に搭乗する機体は、各媒体によってそれぞれ異なる解釈がなされている。
- 『ホビージャパン』の別冊『HOW TO BUILD GUNDAM』（1981年）ではモデラー勝呂国弘のオリジナルによるザク武装旧タイプがそれに当たるとされた。ザクIとザクIIの中間的な機体とされる。
- 『モビルスーツバリエーション（MSV）』（1984年）の設定ではザクII C型であり、その功績によりS型を受領したとされる。
- 『サイバーコミックス01』（1988年）掲載の赤井孝美の漫画『ルウム戦記』では、ザクIであるとされた。パーソナル・カラーで塗装されているように見えるコマもある。
- 『ギレンの野望』（1998年4月）のゲーム内のムービーでは、ザクIの頭部をもち、パーソナル・カラーに塗装されたザクIIであるとされた。なお、ゲーム本編では地球侵攻作戦時にパーソナル・カラーを施したザクIに搭乗している。
- ゲーム『SDガンダム GGENERATION』（1998年8月）では、上記『ギレンの野望』本編登場のザクIであるとされた。この機体はのちに『マスターグレード』（1999年）ほかでキット化されたが、説明書ではルウム戦役後の特別演習の際に塗装された機体であるとしている。
- OVA『機動戦士ガンダム 第08MS小隊』の映像特典である「宇宙世紀余話」（1999年）では、高機動型ザクIIであるとされた。
- 漫画『GUNDAM LEGACY』（2004年）では、モノクロでしか確認できないが一般塗装と同じ塗り分けで、左肩アーマーのスパイクが取り外されたザクII C型であるとされた。なお、その後受領するS型のパーソナル・カラーはマッシュの提案によるものとされる。
- 漫画『THE ORIGIN』（2006年）では、高機動型ザクIIであるとされた。ただし、ジョブ・ジョンがルウム戦役の話をするシーンのイメージカットではザクIになっている。
- 近藤和久の漫画『機動戦士ガンダム THE MSV ザ・モビルスーツバリエーション』（2011年）でも、高機動型ザクIIであるとされた。
- 漫画『虹霓のシン・マツナガ』（2013年）では、同作品でのちに登場するS型と同じパーソナル・カラーのザクIIであるとされたが、S型であるかどうかは不明。

IFストーリーでの搭乗機体
「もしも三連星がホワイトベース隊に勝利していたら」などというIFストーリーで描かれたゲーム・アニメ作品では、以下の専用機が登場する。いずれもドムに準じた黒と紫のカラーリングで塗装されている。
- MS-09R リック・ドム（ゲーム『戦士達の軌跡』）
- MS-14B 高機動型ゲルググ（ゲーム『機動戦士ガンダム ギレンの野望 ジオンの系譜』で初登場、ゲルググ量産化計画実行時）
- MS-15B 高機動型ギャン（ゲーム『機動戦士ガンダム ギレンの野望 ジオンの系譜』で初登場、ギャン量産化計画実行時）
- MS-09 リック・ドム（アニメ『機動戦士Gundam GQuuuuuuX』）

## 他作品や現実世界への影響
黒い三連星をモチーフにしたキャラクターや演出は漫画、アニメ、ゲーム、CMなどさまざまなメディアで数多く制作されている。その多くは「黒いカラー」「3人組」「三位一体攻撃」「先鋒格が相手に踏みつけられる」などの共通性を持つことが多い。ガンダムシリーズでも、『機動戦士ガンダムUC』のロンド・ベルの「三連星（トライスター）」、漫画版『機動戦士ガンダムNT』のネオ・ジオンの「白の三ツ星」などが登場している。また、『機動戦士ガンダム』の監督の富野由悠季自身もセルフパロディに及んでおり、アニメ『聖戦士ダンバイン』において「クの国の赤い三騎士」と呼ばれる容貌も似せたキャラクターを登場させている。また、サンライズが制作した『焼きたて!!ジャぱん』にはガイア、オルティガ、マッシュという容姿も同じアニメオリジナルキャラクターが登場、イメージシーンではドムに搭乗してノーベルガンダムにJSAを仕掛ける。
バンダイホビーセンターにある17台の射出成形機はWBを模した塗装が施されているが、3台のみドムをイメージした塗装となっている。
2018年平昌オリンピックのノルディック複合・個人ラージヒルにおいて、前半のジャンプでは渡部暁斗らを下回る4〜6位だったものの、後半のクロスカントリーで先頭交代を繰り返しスリップストリームを活用することで渡部たちを猛追し、結果的にメダルを独占したドイツチームの3人（ヨハネス・ルゼック、ファビアン・リースレ、エリック・フレンツェル）に対して、インターネット上で「ドイツの黒い三連星」という呼称が広まり、一部報道やNHKが新聞のテレビ欄でこの表現を使用した（ドイツチームは黒いウェアを着用していた）。